# Pojedynek dinozaurów
Pojedynek dinozaurów (ang. Clash of the dinosaurs) – czteroodcinkowy serial dokumentalny wyprodukowany przez Dangerous LTD dla Discovery Channel. Serial miał swoją premierę w dniu 13 grudnia 2009 roku.
Akcja każdego odcinka rozgrywa się w późnej kredzie.

## Dinozaury pojawiające się w serialu
- Ankylosaurus
- Deinonychus
- Parasaurolophus
- Sauroposeidon
- Triceratops
- Tyrannosaurus

## Odcinki
| Premiera odcinka | N/o | Polski tytuł          | Angielski tytuł   |
| ---------------- | --- | --------------------- | ----------------- |
|                  |     |                       |                   |
| 13 grudnia 2009  | 01  | Sztuka adaptacji      | Extreme Survivors |
|                  |     |                       |                   |
| 20 grudnia 2009  | 02  | Drapieżniki doskonałe | Perfect Predators |
|                  |     |                       |                   |
| 27 grudnia 2009  | 03  | Obrońcy               | Defenders         |
|                  |     |                       |                   |
| 3 stycznia 2010  | 04  | Pokolenia             | Generations       |
|                  |     |                       |                   |

### Sztuka adaptacji
Odcinek ten ukazuje ostatnie żyjące dinozaury nieptasie, będące kulminacją 160 milionów lat ewolucji tej grupy gadów.

### Drapieżniki doskonałe
Pod koniec kredy na ziemi pojawiły się mięsożerne dinozaury o brutalnej sile, nieprzeciętnej inteligencji, wyostrzonych zmysłach i śmiercionośnej broni. Okazało się, że nawet niewielkie zwierzęta mogły być zabójczymi drapieżnikami.

### Obrońcy
W okresie kredy roślinożerców było o wiele więcej niż drapieżników. Wykształcili oni do obrony przed nimi śmiercionośne narzędzia.

### Pokolenia
W odcinku tym poruszony zostaje temat rozrodu dinozaurów i ich zwyczajów godowych. Omawia on także różnorakie teorie na temat rozwoju młodych gadów.

## Błędy
- Tyranozaur nie mógł biec z prędkością 27 km/h, jak jest to powiedziane w serialu. Badania dowiodły, że jego kości nie pozwalały na przekroczenie 19 km/h. Fakt ten jednakże nie był znany w czasie tworzenia serialu.
- Kecalkoatl w rzeczywistości nie był największym latającym zwierzęciem w historii, ten tytuł należy się hatzegopteryxowi.